# Scottish Open 2007
Die Scottish Open 2007 fanden vom 21. bis zum 25. November 2007 in Glasgow statt. Der Referee war Keith Hawthorne aus England. Das Preisgeld betrug 15.000 US-Dollar, wodurch das Turnier in das BWF-Level 4A eingeordnet wurde. Es war die 89. Austragung dieser internationalen Meisterschaften von Schottland im Badminton.

## Austragungsort
- Kelvin Hall, Glasgow

## Finalergebnisse
| Disziplin    | Sieger                        | Finalist                             | Ergebnis          |
| ------------ | ----------------------------- | ------------------------------------ | ----------------- |
| Herreneinzel | Kenichi Tago                  | Björn Joppien                        | 11:21 21:15 21:18 |
| Dameneinzel  | Kanako Yonekura               | Elizabeth Cann                       | 21:19 18:21 21:17 |
| Herrendoppel | Robert Blair David Lindley    | Vitaliy Durkin Alexandr Nikolaenko   | 21:18 21:12       |
| Damendoppel  | Nina Vislova Valeria Sorokina | Gabrielle White Mariana Agathangelou | 21:14 21:14       |
| Mixed        | Robert Blair Imogen Bankier   | Alexandr Nikolaenko Nina Vislova     | 15:21 22:20 21:9  |